# RPGツクール95
『RPGツクール95』（アールピージーツクールきゅうじゅうご）は、株式会社アスキーから発売されていたRPG制作ソフト。ここでは後に発売された廉価版である『RPGツクール95 VALUE!』も合わせて解説する。

## 概要
Windowsプラットフォームとしての初のRPGツクールとしてリリースされた。
- 作成したゲームを不特定多数の人に配布・販売することが可能となった。
- それまでのDanteの名称が廃され、RPGツクールに統一された。
- PC用RPGツクールでは「アスキーツクールシリーズ」を冠した最後のツクールである。
  - 2000年にアスキーからエンターブレインが分社化し、ツクール部門はそちらが担当することになった。このため、その後のツクールではアスキーの文字が取れ、単に「ツクールシリーズ」と呼ぶことになった。ゲーム開始時のロゴは形がそのまま引き継がれ、アスキーの文字だけが取り除かれた形となった。
- 2012年6月現在、既にメーカーでのサポートは終了している。
  - 現在出回っているRPGツクール95作品のプレイを考えている人は「#開発およびゲームを遊ぶための対応OS」、および「#必要ランタイムおよびゲーム開始方法など」の章を参照されたい。

## 基本機能および特徴
主に、以下のような特徴があった。
- 作成したゲームは従来のキーボード操作の他、マウスで操作することも可能である。
- WAVEファイルやAVIムービーも使用可能になった。また、完成作品のCD-ROM媒体での配布を想定して、CDトラックの音源を流すことも可能であった。画面の色数も従来の16色から256色に拡大された。
- Dante98シリーズでは不可能だったコマンドが実装され(選択肢が4択まで可能になるなど)自由度が広がった結果、数々の作品が生み出された。名作も多数存在する(詳細は#著名作参照)。
- 「変数」「ループ」「条件分岐」などDante98IIでは採用されていた(そしてRPGツクール2000でも採用されることになる)いくつかの機能が搭載されていない為、複雑なイベント処理や自作システムを作るには工夫と根気が必要である。
  - しかしながら、コンテストパーク受賞作品などの公開作品には、パズルゲーム(例:「リフレクターズ」)やアクション性のあるミニゲーム集(例:「こんな二枚目いやだ！」)など、限られた機能を駆使して作られたものが多数存在する。
- 能力値(力や素早さなど)の名前を始めとした様々なテキストを自由に編集できるようになった。
  - これにより魔法を「特技」と言い換えたり、通貨単位をＧから「円」などに言い換えることが可能になった。
  - 戦闘中のメッセージも編集可能で「～を倒した」を「～よりあなたは強かった」(コンテストパーク受賞作品「クッキングアドベンチャー」より)など、気の効いた表現に置き換えることも可能になった。

## 後発ソフトRPGツクール2000との関連
RPGツクール2000が出るまではWindows唯一のRPGツクールとして人気が高かったが、2000年4月にRPGツクール2000の登場により、本ツクールで開発する利点が少なくなり移行が進み、急速にシェアを減らしていくことになった(コンテストパークの応募作品の傾向を月別に追うとそれが如実に現れている)。
しかしながら、RPGツクール95の優位性もいくつか存在する。
- 作成したゲームのプレイ画面サイズがRPGツクール2000は320×240なのに対し、RPGツクール95は640×480である。この画面サイズに匹敵するプレイ画面を持つRPGツクールは2004年7月発売のRPGツクールXPの登場まで待たねばならなかった。
- 作成したゲームをフロッピーディスクで配布することが可能である。2HDのフロッピーディスクの容量は1.44メガバイトであり、大抵のゲームファイルはその容量を超えてしまうためそのままでは入らない。RPGツクール95では、これを複数のフロッピーディスクに分割する形式で格納するインストーラー作成が可能である。当時はフロッピーディスクが記憶装置の主流であり、この機能は重宝された。
- 作成したゲームのマウスでの操作が可能、CDトラックの音楽を鳴らすことが可能などの、マルチメディアを意識した独特の機能がある。これらはRPGツクール2000には引き継がれなかった。なお、マウス操作は2015年に発売された『RPGツクールMV』で復活した。

## 開発およびゲームを遊ぶための対応OS
公式サイトの動作OS対応表ではWindows XPなども動作対応となっているが、実際にそれらのOSで動かす際には制作ツール側、作成したゲームともにいくつかの制約が存在する。

### 問題が起きないOS
実質的に制作ツール側、作成したゲームとともに問題が起きないとされているのはWindows 95,98およびMeのみである。

### 制作ツール側での最近のOSの対応状況
廉価版のRPGツクール95 Value!が発売されており、Windows XPでの動作保証(Homeのみ動作保証)はこちらのみである。Windows 2000およびWindows Vista以降でも動作するとの報告はあるが、公式ではいずれも動作保証されていないことになっている。
廉価版でない方は、Windows XP以降で起動すると「このシステムはWindows NTでは動作しません」と表示され、強制終了してしまう。また、配布されているパッチも廉価版用であり、これを当てることもできない。

### 作成したゲームを遊ぶ際の最近のOSの対応状況
作成したゲームのプレイはWindows XP以降でも公式には動作保証されていることになっている。(Windows Vista以降は32bit版OSのみ動作保証)。
しかし、256色モードで動作し、Windowsのシステムパレットも書き換えてしまう形式になっているため、Windows XP以降では以下の問題が起きることが多数報告されている。
- 画面の色がおかしくなることがある。特にウィンドウの色がおかしくなり、メニュー画面や選択肢で選択中の項目が文字と同じ色で塗りつぶされてしまいゲームの進行に支障が出ることもある。
- 他にもフルスクリーンモードからウィンドウモードに切り替える際に強制終了するなど、特定のハードに依存するバグも報告されている。

このため、対応OSであってもプレイすらままならないケースがしばしば存在するが、非公式ではあるものの、これらのいくつかの問題については解決策が提示されている。

## 必要ランタイムおよびゲーム開始方法など
作成したゲームをプレイするために特別なランタイムは不要である。
(DirectX 3.0以降が必須であるが、Windows 98以降ではOSにあらかじめ搭載されているバージョンで事足りる)

### 「RPGツクール95 RTP」は存在せず、不要
RPGツクール2000以降で必要となるRTP(ランタイムパッケージ、要は共通データ集)は不要である。これは、RTPという概念自体がRPGツクール2000で初めて作られた概念であり、RPGツクール95時代には存在しなかったゆえである。
しかし、RPGツクール2000以降からツクール作品を遊び始めたプレイヤーが「RPGツクール95作品を遊ぶためのRTPを探しているが見つからない」という誤解を持つことが少なくない。(RPGツクール95 RTPというものは存在せず、そのような物がインストールされていなくても遊べる)

### ゲームの開始方法
作成したゲームをプレイ開始するには、フォルダにあるGame.exeを実行すれば良い。
しかしながら、フォルダにあるファイル数が膨大な数になりやすく、このファイルを探すのに苦労することがある。これは、ゲーム内の音楽などの素材やイベントのファイルが全て同じフォルダに置かれるうえ、イベントのファイルはゲーム内の一つのイベントごとに一つが作成されるため、普通の作品でも数百、長編では数千以上にも及ぶ数のファイルが作成されるためである。
このイベントのファイルの仕様は、廉価版RPGツクール95 Value!では改善され、一つのマップごとに一つのファイルが作成される形式になった。

### ゲームをプレイする際の注意
セーブを行うとファイルダイアログが開き、セーブファイルの名前の入力が求められる。このため、名前を変えて任意の数のセーブファイルを作成することが出来る反面、同じ名前を入力するとセーブが上書きされてしまうことから特に注意が必要である。
特に、別のRPGツクール95作品ともセーブファイルは共用であり、あるゲームで作成したセーブファイルを別のゲームで読み込むということも可能であり、当然この場合ゲームは正常に作動しないため、どのゲームのセーブファイルなのかをプレイヤー側がきちんと管理する必要があるなどの問題点がある。

## 作成可能なゲームの特徴的な仕様
パーティー、能力値(パラメータ)や魔法、アイテムなど数々のゲーム内要素に関して、RPGツクール95には他のツクールと比較して多くの独特の仕様がある。
本項目では、他のツクールの利用者および本ツクールで作られた作品のプレイヤーが特に留意すべき点を列挙する。

### パーティーの仕様
パーティーは最大8人まで組むことが出来たが、戦闘に加わるのは先頭の4人だけである

### 乗り物およびイベントの乗り物属性の仕様
ゲーム内に乗り物として、カヌー、船、飛行船を登場させることが可能である。
それぞれグラフィックの変更により別の乗り物のように見せることも可能である。例えばコンテストパーク受賞作品「パンダとウサギ」では飛行船を気球のグラフィックにしていた。
カヌーと船はいずれも海や川といった水に関する地形を通行可能であるが、それぞれ通行可能な地形が異なる。カヌーは浅瀬を、船は深海を通れるが、もう一方は出来ない、という具合である。
これらの乗り物タイプはイベントにも指定可能である。例えばイベントタイプを船にした場合、通行可能な地形が船と同様になる。この機能を利用すれば、RPGツクール2000のように上下左右の方向ごとに通行判定の指定が出来ない本ツクールでも似たことが実現可能になる。
例えばコンテストパーク受賞作品の「ムーンホイッスル」では、建物の屋上の地形タイプを海とし、屋上に出る際に主人公のイベントタイプを船に変更している。こうすることにより通常の地形からは屋上に入れず、屋上に出たときは通常の地形におりることも出来ないようになっている。

### 能力値アップ魔法やアイテムに関するバグ(独特の仕様)
能力値(攻撃力、守備力、および素早さ)アップの魔法やアイテムを使った場合、戦闘中の場合は、戦闘が終了すれば能力値アップは解除されるが、これらの魔法やアイテムは何故か移動中にも使用可能になっており、それを繰り返し使えば能力値の上限まで値を上げた状態で戦闘に臨むことが可能となってしまう。この方法で上昇した値は戦闘が終了しても持続し、レベルが上下するか装備を変更するまで続いた。素早さについては一度上げた能力値は何をしても戻らなかった。
このバグのため、恒久的に攻撃力や守備力を上げる方法が存在しない。そのようなアイテムを作ろうとしても「一時的に上昇するアイテム」と見なされ、前述のバグのような仕様になってしまう。要するに、ドラクエで言う「力の種」「守りの種」といったアイテムを作成することが不可能である。
ゲーム作成者はこのバグに対処するため、能力値アップ魔法を作らない方法を取ったり、このバグがあることを前提にしそれを戦闘でゲームが詰まった時の救済措置とするなどの方法を取った。フリーゲーム「赤のクロニクル」など後者を採用した作品ではこのバグを利用した技のことを「ドーピング」などと呼んだ。

### 魔法防御力という隠れパラメータの存在
魔法防御力というメニュー画面に表示されないパラメータが存在する。
これは種別がアクセサリに設定可能な値で、その値のパーセンテージの分だけ、敵から受ける魔法のダメージを減らすことが出来る。例えば、魔法防御力20のアクセサリを装備した場合、敵から受ける魔法のダメージは20％減、つまり80％となった。魔法防御力が100のアクセサリを作成すれば敵の魔法で受けるダメージは全てゼロとなることから、『禁術と呼ばれる術』などの作品ではそのようなアクセサリも登場した。
敵側には魔法防御力は設定できない。味方のみのパラメータである。敵側には代わりに、魔法ごとに効果率を0％～200％で設定することが可能である。
魔法防御力は、名前を変更することが出来ない。他のパラメータは名前の変更が可能であるため、例えば魔法を「特技」など別の名前に変更した場合でも「『魔法』防御力」という言葉を使わざるを得ず、若干の違和感があった。

### 状態変化の種類と特徴
状態変化については、毒、眠り、痺れ、混乱、魔法封じが存在する。
眠り、混乱を除き戦闘中は自然治癒しない(回復には魔法やアイテムを使うしかなかった)。毒のみは戦闘が終了しても持続する。
痺れ状態になると行動不能になるが、前述のとおり回復魔法やアイテムを使わない限り自然治癒しない。このため、一度敵を痺れ状態にしてしまうと、戦闘不能(HPがゼロ)になるまで攻撃が出来たので実質倒したのと同じことになってしまう。
毒については、戦闘中に受けるダメージは一律5ダメージで、通常の最大HPの比率としてはかなり少なく、戦闘中はほぼ無視できる状態であった。このため、わざわざ敵に使う意義は薄い場合が多かった。

## イベントの特徴的な仕様
本ツクールのイベントの仕様はRPGツクール2000以降のツクールと似ているが異なる部分も少なくなく、RPGツクール2000以降の仕様に慣れている人には戸惑う部分もある。本項目ではイベントの仕様のうち、特にこれから制作や解析を行う人が注意すべき点を中心に取り上げる。
イベントページ数は常に4
ツクール2000のようにページ数を増やすことは出来ない。もし4ページ未満にしたい場合は、それ以降のページに何も条件を設定しなければそのページは存在しないものとして扱われる(ツクール2000ではこのような場合は「常に成り立つ」ものとして扱われる）。
1ページ目には条件を設定することが出来ず、他のページの全ての条件が成り立たない場合はこのページが採用される。ツクール2000では全てのページが成り立たない場合はイベントが存在しないものとして扱われるが、ツクール95では1ページ目が必ず利用される。
「自動実行」はツクール2000の「並列処理」に近い
ツクール95では、複数のイベントで「自動実行」が成り立った場合、それらのイベントが全て並列に実行される。これを利用して複数のイベントを同時に動かすことが可能である(ツクール2000にあるような、他のイベントを動かすようなイベントコマンドは存在しない)。これはツクール2000の「定期的に並列処理」に該当する。なお、ツクール2000の自動実行では、複数のイベントで条件が成り立っても、いずれかの処理が終了するまで別のイベントの処理は実行されない。
一度自動実行が終了したら、ページが切り替わらない限り再度実行されない
ツクール2000では、自動実行の処理が終了しても、条件が成り立っていれば再び最初に戻って処理を行うが、ツクール95では、一度処理が終了したら条件が成り立っていても繰り返されない(マップを切り替えた場合は再度実行される)。一度別のページに切り替えて再度元のページに戻すようにすると再度実行される。
自動実行の処理が行われるのは画面内にあるイベントのみ
ツクール2000では条件が成り立つと同じマップ内ならどこにあってもページが切り替わり自動実行が行われるが、ツクール95では画面内にあるイベントしか自動実行されない。しかも、自動実行されるか否かは曖昧なところがあり、画面外近傍のイベントなら実行されたりされなかったりする。このため、このような自動実行イベントは実行されてもされなくても問題ないようにイベントを組む必要がある。
自動実行のランダム性を利用して乱数を実装することが可能
RPGツクール95に乱数の機能はないが、自動実行を利用して似たことが実現可能である。複数のイベントを同時に自動実行させた場合、どのイベントがどの順番で実行されるかは不定である。この特性を利用してサンプルゲーム「ドルドル島の冒険」ではギャンブルを実装している。
イベントコマンド「イベントを動かす」の仕様
RPGツクール2000のイベントコマンド「キャラクターの動作指定」では、移動処理登録と同時に次のイベントコマンドに移るため、動作完了まで待たせる場合は「指定動作の全実行」を行う必要がある。一方、ツクール95の対応するイベントコマンド「イベントを動かす」はそのイベントの移動処理が全て完了してからでないと次のイベントコマンドに移らない。自動実行を利用して複数のイベントを並列に動かす場合、ツクール2000の「指定動作の全実行」に該当するコマンドは無いためウェイト時間を合わせたり、スイッチを使って同期を取ったりする必要がある。

## サンプルゲーム
猫の森のトラ吉
家出をした少女ウェンディが猫又の住む森に辿り着き、そこで幸せな一時を過ごすストーリー。前編のみであり、後日、後編と加筆修正を加えた前編による完全版がネット上で公開された。
伝勇の冒険II
かつて魔王を倒した伝説の勇者（伝勇）はホワイトと言う少女の所に遊びに行き、魔王と戦った記憶を述懐する。主人公の伝勇は、声は可愛いが自分の事しか考えておらず、する事はとてつもなくえげつない。主人公の伝勇のみ当時としては画期的だったフルボイスで、BGMは全てWAVによる生音。この作品のBGMはRPGツクールXPのサンプルゲームの「KNight-Blade Howling of Kerberos（ナイトブレード ケルベロスの咆吼）」にも使用されている（元々はRPGツクール95で制作された同シリーズ第一弾「KNight-Blade The Survivor of Hell Hound」に素材として使用されていた）。あくまでサンプルと言う位置付けのため戦闘の難易度は低い。
マリアReジェンド
天上界に住む天使マリアが、地上に落としてしまった「天使の杖」を探すために地上で冒険をするストーリー。7大隠しイベントなど、ゲーム外でのオマケも多し。戦闘が無いサンプルゲームの1つでもある（最大の隠し要素として一度だけ戦闘がある）。
復活の虚神
記憶喪失の青年ヨアンは記憶を取り戻すために旅に出る。そして旅の途中で仲間を増やしながら虚神の復活を阻止する。セーブ画面では女の娘の絵が入る（しかし作中にはそれらしきキャラは確認出来ない）。因みに主人公の「ヨアン」という名前は、このサンプルゲームの作者がRPGの主人公に付ける名前である。サンプルゲームの中で最もオーソドックスなRPGとしてのボリュームがあり、演出やストーリー面でも多彩な要素が盛り込まれている作品（因みに制作者はツクールは初体験との事）であるがサンプルと言う位置付け上、戦闘の難易度は低い（レベル上げが全く必要無い程であり、冒頭でもその説明を受ける）。
ドルドル島の冒険
主人公の「わたし」は、ドルドル島へ渡る。縦長の島で「わたし」は冒険を繰り広げる。95のディレクター自らが製作したこともあり、登場するキャラクターすべてに機能をフル活用させたイベントを持たせている（主人公の「わたし」も本人がモデル）。特に決まったストーリーはなく、自由度の高いRPGである。サンプルと言う位置付け上、戦闘の難易度は低めに設定されており、武器を装備させた時の攻撃力の上昇値が高い。
剣の思い出
ヒロインは剣を持つ青年と共に魔王と戦う。しかしその剣を持つ青年は…。正統派RPGのサンプル。ストーリーは短いものの、他のサンプルゲームに比べて戦闘のバランスがきめ細かくなっている。
教室の足跡
ダンテ学園に通うヒロインのソフ子とその友人は学園内の幽霊に襲われる。彼女たちは何故自分達が襲われたのか、その原因を突き止めようとする。ストーリーそのものは非常に短いが、斜めを巧みに利用したマップチップ、AVIによるムービーが印象的なサンプル。
友達を探しに
画像と文章と選択肢を駆使した、デジタル絵本的な作品。主人公のユウとヒロインのメイシアは森で迷子になってしまい、森の小屋で出会った竜の子供と友達になる。キャラクターを動かす場面はないが、途中の選択肢によって若干ストーリーが変わる。
スィート・ハート
主人公は彼女と仲直りをするために、女装して女子高に潜入したりする。ギャルゲータッチだが実際には硬派RPG。提携する仲間（女子高生）によってストーリーが変わるので、2度楽しめる。主人公が不審な変装者と見られているため、敵キャラがほとんど女子高生であり、サンプルの中では戦闘の難易度は若干厳しめである。本来はもっとストーリー分岐があったらしく、諸事情で削られたとの事。最初に4人の仲間から協力者を選ぶ際に実際は2人からしか選べない、ゲームデータ内に未登場のキャラクターや未使用のモンスターデータが残っている辺りにその点がうかがえる。

## 著名作
- Lost Memory（1997年）
- Creatures〜生きとし生けるもの達へ（1998年）
- 人形の傷跡（1999年）
- Moon Whistle（1999年）
- パレット（1999年）

### RPGツクール95の仕様に関する参考資料
- RPGツクール95 添付のマニュアルおよびヘルプファイル - 主な仕様、動作OS(Value!版のマニュアルに詳しい)などの説明
- 『RPGツクール95 完全網羅ガイドブック』デジタルファミ通編集部 ISBN 4-89366-741-6（1997年5月） - マニュアルに載っていない作成ゲームやイベントなどの細かい仕様の説明

### RPGツクール2000との比較検証用資料
- RPGツクール2000 添付のマニュアルおよびヘルプファイル - RPGツクール2000の基本仕様(イベントの基本仕様やRTPについて)
- 『RPGツクール2000 ハンドブック』 メディアミックス書籍部（編集） ISBN 4-7577-0172-1（2001年2月） - イベントコマンドなどの詳細仕様(RPGツクール95とのイベント動作の性質の違いの検証用)